# Syllides benedicti
Syllides benedicti är en ringmaskart som beskrevs av Banse 1971. Syllides benedicti ingår i släktet Syllides och familjen Syllidae. Arten är reproducerande i Sverige. Inga underarter finns listade i Catalogue of Life.